# Pyrop
Pyrop är ett mineral tillhörande gruppen granater och är vanligt förekommande i bergarten peridotit. Den är en mycket använd ädelsten med många alternativa namn, av vilka några är felaktiga benämningar. Krompyrop och bohemisk granat är två alternativa namn, men användningen av det senare avrådes av Gemological Institute of America. Felbenämningar är Coloradorubin, Arizonarubin, Kalifornienrubin, Rocky Mountain-rubin, Elie Ruby, Bohemisk karbunkel och Cape ruby.

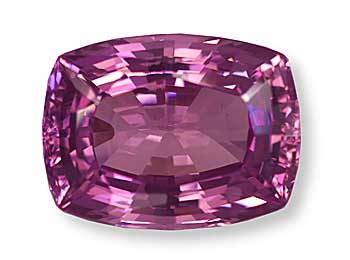
Slipad pyrop.

## Egenskaper
Sammansättningen av ren pyrop är Mg3Al2(SiO4)3, även om vanligtvis andra grundämnen ingår i åtminstone mindre proportioner—dessa andra grundämnen är Ca, Cr, Fe och Mn. Pyrop bildar en solid lösningsserie med almandin och spessartin, som tillsammans är kända som pyralspitgranater (pyrop, almandin, spessartin). Järn och mangan ersätter magnesiumet i pyropstrukturen. Den resulterande, blandade granaten definieras enligt deras pyrop-almandin-förhållande. Halvädelstenen rodolit är en granat med ca 70 procent pyropsammansättning.

## Geologi och förekomst
Ursprunget till de flesta pyrop är i ultramafiska bergarter, typiskt peridotit från jordens mantel. Dessa mantelhärledda peridotiter kan tillskrivas både magmatiska och metamorfa processer. Pyrop förekommer också i ultrahögtrycks (UHP) metamorfa bergarter, som i Dora-Maira-massivet i västra Alperna. I det massivet förekommer nästan ren pyrop i kristaller till nästan 12 cm i diameter; en del av den pyropen har inneslutningar av coesit, och en del har inneslutningar av enstatit och safir.
Pyrop är vanligt förekommande i peridotitxenoliter från kimberlitrör, av vilka några är diamantbärande. Pyrop som hittas tillsammans med diamant har vanligtvis en Cr2O3-halt på 3–8 procent, vilket ger en distinkt violett till djuplila färg (ofta med en grönaktig nyans) och på grund av detta används ofta som ett kimberlitindikatormineral i områden där erosiv aktivitet gör det svårt att lokalisera rörets ursprung. Dessa sorter är kända som krompyrop eller G9/G10-granater.

## Mineralets identifiering

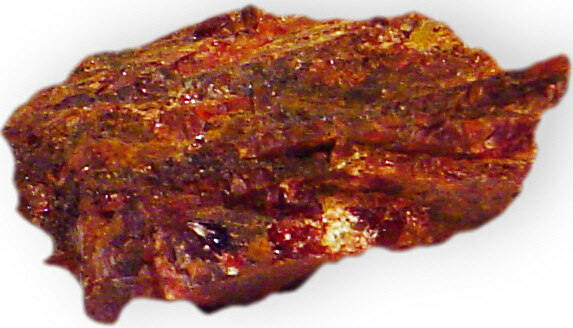
Pyropaggregat.

I handexemplar är pyrop mycket svårt att skilja från almandin, men kommer dock sannolikt att visa färre brister och inneslutningar. Andra, som pyropens höga specifika vikt, kan vara till liten nytta när man studerar en liten kristall inbäddad i en matris av andra silikatmineraler. I dessa fall kan mineralförbindelse med andra mafiska och ultramafiska mineral vara den bästa indikationen på att granaten du studerar är pyrop. I den petrografiska tunna sektionen är de mest utmärkande egenskaperna hos pyrop de som delas med andra vanliga granater: hög relief och isotropi. Granater tenderar att vara mindre starkt färgade än andra silikatmineraler i tunna sektioner, även om pyrop kan visa en blekt rosa lila nyans i planpolariserat ljus. Bristen på klyvning, vanligen euhedrisk kristallmorfologi och mineralföreningar bör också användas för identifiering av pyrop under mikroskop.